# 福山市立千年中学校
福山市立千年中学校（ふくやましりつちとせちゅうがっこう）はかつて広島県福山市沼隈町草深にあった男女共学の公立中学校。

## 沿革
- 1947年4月1日 - 新学制発足に伴い千年村立千年中学校として開校する。
- 1955年3月31日 - 沼隈郡山南（さんな）・千年両村が統合して沼隈郡沼隈町が発足したことに伴い校名を沼隈町立千年中学校と改称する。
- 2005年2月1日 - 沼隈郡沼隈町が福山市に編入されたことに伴い校名を福山市立千年中学校と改称する。
- 2022年
  - 3月19日 - 閉校式を敢行[2]
  - 3月31日 - 閉校

## 校名の由来
- 沼隈郡千年村（当時）に存在することから。

## 概要
- 福山市沼隈町の南半分を学区とする中学校。旧沼隈郡沼隈町では唯一の町立中学校でもある（沼隈町内のもう一つの中学校である至誠中学校は学校組合立中学校だったため）。
- 学区は千年地区（草深・常石・能登原）を基本とするが、地理的事情から山南地区の一部（下山南の一部）も学区になっている。
- 学校は旧沼隈郡沼隈町の中心部の平地にあり、近くには福山市役所沼隈支所（旧：沼隈町役場）やサンパルホールぬまくまがある。学校の東側には広島県道47号鞆松永線が通り、西側には旧沼隈町域を縦貫して流れている山南川（二級河川）がある。

## 学区
- 特別の事情がない限り福山市立千年・常石・能登原各小学校の児童全員が進学することになっている。各小学校の学区は以下の通りである。

福山市立千年小学校区
- 沼隈町草深
- 沼隈町下山南の一部（おおよそ南半分）
- 沼隈町常石の一部（おおよそ広島県道47号鞆松永線沿線）

福山市立常石小学校区
- 沼隈町常石の一部（おおよそ内海大橋以西の海岸部）

福山市立能登原小学校区
- 沼隈町能登原

## 学区の地理

### 主要施設
- 福山市役所沼隈支所
- 福山西警察署沼隈交番
- 福山市沼隈図書館
- サンパルホールぬまくま
- ゼノ少年牧場
- ツネイシホールディングス本社

### 名所・旧跡・観光地
- 道の駅アリストぬまくま
- 阿伏兎観音（正式名称は磐台寺観音堂）
- 福山グリーンライン
- 枝広邸（福山市ぬまくま文化館）

### 自然景観
- 瀬戸内海

### 教育機関（小学校以上）
- 福山市立千年小学校
- 福山市立常石小学校
- 福山市立能登原小学校

## アクセス
- 最寄の鉄道駅はJR山陽新幹線・山陽本線・福塩線福山駅である。そこからトモテツバス千年橋・阿伏兎・内海農協前行バスに乗り、浜組バス停で下車。